# Walk Away (canción de Kelly Clarkson)
«Walk Away» es el último sencillo del álbum Breakaway, de la cantante estadounidense Kelly Clarkson. Según Nielsen SoundScan, hasta marzo de 2013, el sencillo vendió 1 224 000 descargas en los Estados Unidos.

## Información
Fue planeado que la canción "Addicted" fuera sencillo, pero fue cancelado cuando RCA pensó que daba el mismo mensaje que en Behind These Hazel Eyes y Because of You. "Gone" fue después seleccionado pero RCA pensó que era igual que "Since U Been Gone". "Walk Away" fue seleccionado como el quinto y último sencillo de "Breakaway" para su lanzamiento el 31 de enero de 2006.

## Video musical
El video musical de "Walk away" fue dirigido por Joseph Kahn.

## Versiones oficiales
- Main Edit
- Craig J's Big Love Club Mix
- Craig J's Big Love Radio Mix
- Craig J's Big Love Mixshow
- Chris Cox Club Mix
- Chris Cox Radio Mix
- Chris Cox A capela
- Ralphi Rosario Extended Mix
- Ralphi Rosario's I Want A Man Dub
- Ralphi Rosario Run Don't Walk Dub
- Ralphi Rosario Walk Away Beats
- Ralphi Rosario Acappella
- Jared Jones Vibellicious Club Away Mix
- Jared Jones Vibellicious Mix Edit
- Mashup

## Posicionamiento
| Listas (2006)                      | Posición |
| ---------------------------------- | -------- |
| Austria Singles Chart              | 29       |
| Australia Singles Chart            | 27       |
| Alemania Singles Chart             | 30       |
| Indonesia Singles Chart            | 2        |
| Irlanda Singles Chart              | 10       |
| México Top 100 Singles Chart       | 15       |
| Mexico Digital Sales Chart         | 4        |
| Nueva Zelanda RIANZ Singles Chart  | 19       |
| Polish Singles Chart               | 67       |
| South Africa Singles Chart         | 2        |
| Suiza Singles Chart                | 58       |
| UK Singles Chart                   | 21       |
| U.S. ARC Weekly Top 40             | 3        |
| U.S. Billboard Hot 100             | 12       |
| U.S. Billboard Hot Singles         | 1        |
| U.S. Billboard Pop 100             | 6        |
| U.S. Billboard Adult Top 40        | 3        |
| U.S. Billboard Adult Contemporary  | 19       |
| U.S. Billboard Dance Radio Airplay | 2        |
| U.S. Billboard Hot Dance Club Play | 5        |